# Erbmarschall (Hessen)
Erbmarschall war in der Landgrafschaft Hessen ein seit 1342 erbliches Hofamt, das auch nach der Teilung der Landgrafschaft Bedeutung behielt.

## Geschichte
Der Marschall war ursprünglich der Aufseher der fürstlichen Pferdeställe, also der „Stallmeister“. Seine Bedeutung wandelte sich später im Sinne „Kommandeur der Reiterei“. Der Marschall war im Mittelalter eines der vier bzw. fünf alten Hofämter.
Der erste Landgraf von Hessen, Heinrich I., ernannte Gottfried von Rodenstein 1255 zu seinem Marschall. Dieser diente in diesem Amt bis zum Ende des Thüringisch-hessischen Erbfolgekriegs und schied 1265 aus. Nach ihm hatten Rupert von Ruhne (1271 bis zu seinem Tode vor 1285) und Heinrich Romrod (1296–1298) das Amt inne.
1343 erhielt Heinrich von Eisenbach das Amt des Marschalls, nunmehr erstmals als erbliches Amt. Von Rörich II. von Eisenbach, der ohne  leibliche Lehnserben geblieben war, ging es 1422 auf  die Brüder Eckhard II. und Friedrich von Röhrenfurth über, und als diese 1432 ohne männliche Nachkommen gestorben waren kam das Erbmarschallamt an Eckhards Schwiegersohn Hermann II. Riedesel. Das Amt bestand auch nach der Teilung der Landgrafschaft Hessen für deren Nachfolgelandgrafschaften ungeteilt weiter, und es blieb bis zu seiner Aufhebung 1918 im Hause Riedesel. (Für das Kurfürstentum Hessen erlosch das Amt mit der Annexion Kurhessens durch Preußen 1866.) Das Amt hatte jeweils der älteste männliche Riedesel inne. Auch wenn es sich um ein Erblehen handelte, musste das Lehen nach dem Tod eines Amtsinhabers formell neu verliehen werden. Ab der Teilung Hessens erfolgte diese neue Belehnung durch den jeweils älteren der beiden Landgrafen. Die Belehnung wurde dem jüngeren dann lediglich angezeigt. In seltenen Ausnahmen konnten durch kaiserliche Verfügung Personen aus der Erbfolge ausgeschlossen werden. So wurde Johann Volprecht Riedesel zu Eisenbach krankheitshalber kein Erbmarschall, obwohl er nach dem Tode von Hermann Riedesel zu Eisenbach (1682–1751) eigentlich erbberechtigt war. Der gegen diese Enterbung gerichtete Prozess vor dem Reichskammergericht wurde nach drei Jahren ohne Urteil eingestellt.
Der Erbmarschall stand der Althessischen Ritterschaft vor. Er führte den Vorsitz auf den Landtagen der Landstände der Landgrafschaft Hessen und führte bis zur Teilung Hessens die Akten der Stände in Lauterbach.
Während der Zeit des Deutschen Bunds hatten die Senioren des Hauses Riedesel Virilstimmen in der ersten Kammer der Landstände des Großherzogtums Hessen und in der Kurhessischen Ständeversammlung. Im Kurfürstentum Hessen hatte August Riedesel zu Eisenbach bereits den Vorsitz im Landtag von 1815/16. Nach der Annexion Kurhessens durch Preußen nahm der Erbmarschall einen Sitz im preußischen Herrenhaus ein.
Mit dem Ende der Monarchien im Deutschen Reich 1918 erlosch das Hofamt des hessischen Erbmarschalls. Die Althessische Ritterschaft besteht jedoch als Stiftung unter der Bezeichnung Ritterschaftliches Stift Kaufungen bis heute, und das Oberhaupt der Familie Riedesel steht mit dem Ehrentitel Erbmarschall dieser vor.

## Erbmarschalle
| Bild | Nummer  | Erbmarschall                                                   | Amtszeit  | Lebensdaten                             | Anmerkung |
| ---- | ------- | -------------------------------------------------------------- | --------- | --------------------------------------- | --- |
|      | 1       | Heinrich I. von Eisenbach                                      | 1343–1350 |                                         | |
|      | 2       | Johann II. von Eisenbach                                       | 1350–1367 |                                         | |
|      | 3       | Rörich I. von Eisenbach                                        | 1367–1395 |                                         | |
|      | 4       | Rörich II. von Eisenbach                                       | 1395–1422 | † 1428                                  | verzichtete 1422 auf das Amt |
|      | 5       | Eckhardt II. und Friedrich von Röhrenfurth (Brüder)            | 1422–1432 | Friedrich † 1430                        | 1418–1422 bereits Stellvertreter für Rörich II. von Eisenbach |
|      | 6       | Hermann II. Riedesel                                           | 1432–1463 | 1407–1463                               | Schwiegersohn von Eckhardt II. von Röhrenfurth |
|      | 7       | Hermann III. und Georg I. Riedesel (Brüder)                    | 1463–1500 | Georg † 1482/1483                       | |
|      | 8       | Hermann IV. Riedesel                                           | 1500–1529 | 1463–1529                               | |
|      | 9       | Theodor Riedesel zu Eisenbach                                  | 1529–1531 |                                         | |
|      | 10      | Johann II. Riedesel                                            | 1531–1550 | 1490–1550                               | |
|      | 11      | Volprecht I. Riedesel zu Eisenbach                             | 1550–1563 | 1500–1563                               | Ehefrau Apollonia geb. Waldpott von Bassenheim (1510–1571/82), Kinder: Georg IV. von Riedesel zu Eisenbach, Hermann VII., Hans Volprecht I., Konrad II., Anna (verehelichte von Cronberg, später von Berlepsch), Maria, Apollonia; Grabmal in der Kirche zu Lauterbach |
|      | 12      | Adolph Hermann Riedesel zu Stockhausen und Hermannsburg        | 1563–1582 |                                         | |
|      | 13 (8)  | Georg IV. von Riedesel zu Eisenbach                            | 1582–1589 | (vor 1563 – 6. Februar 1589 in Ersrode) | 1566 bis 1568 hessischer Rat; in 1. Ehe mit Anna Rau von Holzhausen, in 2. Ehe vor/um 1589 mit Margarete von Boyneburg-Hohenstein zu Jestädt (1565–1623), kurz danach verstorben                                                                                       |
|      | 14 (9)  | Johann III. Riedesel zu Hermannsburg                           | 1589–1609 | 1544–1609                               | |
|      | 15 (10) | Volprecht II. Riedesel zu Eisenbach zu Hermannsburg            | 1609–1610 |                                         | auch Volpert |
|      | 16 (11) | Volprecht IV. Riedesel zu Eisenbach der Mittlere zu Ludwigseck | 1610–1632 | 1578–1632                               | auch Volpert |
|      | 17 (12) | Georg Riedesel zu Eisenbach zu Hermannsburg                    | 1632–1640 | 1588–1640                               | Sohn Volprecht II. |
|      | 18 (13) | Kurt Riedesel zu Eisenbach auf Ludwigseck                      | 1640–1665 | 1603–1665                               | |
|      | 19 (14) | Johann Riedesel zu Altenburg                                   | 1665–1676 |                                         | |
|      | 20 (15) | Johann Riedesel zu Eisenbach (1624–1691) zu Lauterbach         | 1676–1691 | 1624–1691                               | |
|      | 21 (16) | Volpert Riedesel zu Eisenbach zu Ludwigseck                    | 1691–1698 | 1628–1698                               | |
|      | 22 (17) | Hermann Adolph Riedesel zu Eisenbach zu Lauterbach             | 1698–1707 | gest. 1707                              | |
|      | 23 (18) | Georg Riedesel zu Eisenbach zu Lauterbach                      | 1707–1724 | 1657–1724                               | |
|      | 24 (19) | Jost Volprecht Riedesel zu Eisenbach zu Ludwigseck             | 1724–1733 | 1663–1733                               | auch Hans Volpert |
|      | 25 (20) | Adolph Hermann Riedesel zu Eisenbach zu Sickendorf             | 1733–1734 | 1675–1734                               | [ 13 ] |
|      | 26 (21) | Hermann XVIII. Riedesel zu Eisenbach zu Lauterbach             | 1734–1745 | 1682–1745                               | [ 14 ] |
|      | 27 (22) | Hermann XIX. Riedesel zu Eisenbach zu Altenburg                | 1745–1751 | 1682–1751                               | [ 15 ] |
|      | 28 (23) | Friedrich Georg Riedesel zu Eisenbach zu Ludwigseck            | 1751–1775 | 1703–1775                               | [ 16 ] |
|      | 29 (24) | Georg Ludwig Riedesel zu Eisenbach zu Altenburg                | 1775–1800 | 1725–1800                               | |
|      | 30 (25) | Johann Conrad Riedesel zu Eisenbach                            | 1800–1812 | 1742–1812                               | |
|      | 31 (26) | Carl Georg Riedesel zu Eisenbach                               | 1812–1819 | 1746–1819                               | Auch Karl. Präsident des kurhessischen Landtags von 1815/16 |
|      | 32 (27) | Ludwig Riedesel zu Eisenbach zu Ludwigseck                     | 1820–1825 |                                         | |
|      | 33 (28) | August Riedesel zu Eisenbach zu Lauterbach                     |           | 1779–1843                               | Präsident der konstituierenden kurhessische Ständeversammlung |
|      | 29      | Friedrich Franz August Riedesel zu Eisenbach                   |           | 1782–1853                               | Abgeordneter der kurhessische Ständeversammlung, der 1. Kammer der Landstände des Großherzogtums Hessen |
|      | 30      | Ludwig Volprecht Riedesel zu Eisenbach                         |           | 1806–1858                               | Abgeordneter der 1. Kammer der Landstände des Großherzogtums Hessen |
|      | 31      | Georg Riedesel zu Eisenbach                                    |           | 1812–1881                               | Abgeordneter der kurhessische Ständeversammlung, der 1. Kammer der Landstände des Großherzogtums Hessen und des Preußischen Herrenhauses |
|      | 32      | Giesebert Riedesel zu Eisenbach                                |           | 1813–1885                               | Abgeordneter der 1. Kammer der Landstände des Großherzogtums Hessen und des Preußischen Herrenhauses |
|      | 33      | Georg Riedesel zu Eisenbach                                    |           | 1845–1897                               | Abgeordneter der 1. und 2. Kammer der Landstände des Großherzogtums Hessen sowie des Preußischen Herrenhauses |
|      | 34      | Ludwig Riedesel zu Eisenbach                                   |           | 1846–1924                               | Abgeordneter der 1. Kammer der Landstände des Großherzogtums Hessen und des Preußischen Herrenhauses |
|      | 35      | Volprecht Riedesel zu Eisenbach                                |           | 1852–1939                               | Abgeordneter der kurhessische Ständeversammlung und des Kommunallandtages |